# Emmanuel Issoze-Ngondet
Emmanuel Issoze-Ngondet (Makokou, 2 aprile 1961 – Libreville, 11 giugno 2020) è stato un politico e diplomatico gabonese.

## Biografia
Fu Ministro degli Esteri dal 2012 al 2016 e Primo Ministro dal 2016 al 2019.
Sofferente di una grave forma di asma, è morto per una crisi respiratoria nel giugno 2020.